# Biometrika
Biometrika is een internationaal, aan collegiale toetsing onderworpen wetenschappelijk tijdschrift op het gebied van de statistiek. Het wordt uitgegeven door Oxford University Press namens University College London en verschijnt vier keer per jaar.
Het tijdschrift is opgericht in 1901 door Francis Galton, Karl Pearson en Walter Weldon om het nieuwe vakgebied van de biostatistiek – de statistische analyse van biologische fenomenen – te bevorderen. Vanaf de jaren 1930 is het tijdschrift zich echter meer met de theoretische kant van de statistiek bezig gaan houden.